# Ален Парк (Мичиген)
Ален Парк (енгл. Allen Park) град је у америчкој савезној држави Мичиген. По попису становништва из 2010. у њему је живело 28.210 становника.

## Демографија
Према попису становништва из 2010. у граду је живело 28.210 становника, што је -1.166 (-4.0%) становника више него 2000. године.
| Група             | 2000.          | 2010.          |
| Белци             | 27.174 (92,5%) | 24.643 (87,4%) |
| Афроамериканци    | 214 (0,7%)     | 604 (2,1%)     |
| Азијати           | 238 (0,8%)     | 228 (0,8%)     |
| Хиспаноамериканци | 1.389 (4,7%)   | 2.274 (8,1%)   |
| Укупно            | 29.376         | 28.210         |